# Abraham Maslow
Abraham Harold Maslow (1 d'abril de 1908 - 8 de juny de 1970) va ser un psicòleg nord-americà que va ser conegut sobretot per establir la jerarquia de les necessitats humanes, coneguda també com a piràmide de Maslow, una teoria de la salut psicològica basada en el compliment prioritari de les necessitats humanes innates, que culmina en l'autorealització.
Es considera el pare de la tercera tendència de la psicologia, l'humanisme; després de Freud (psicoanàlisi) i de Watson (conductisme).
Maslow va ser professor de psicologia a la Universitat de Brandeis, al Brooklyn College, a la New School for Social Research i a la Universitat de Colúmbia. Va destacar la importància de centrar-se en les qualitats positives de les persones. Una enquesta de Review of General Psychology, publicada el 2002, va classificar Maslow com el desè psicòleg més citat del segle xx.

## Contribucions de Maslow

### Psicologia humanista
La majoria dels psicòlegs anteriors s'havien preocupat pels anormals i els malalts. Va instar la gent a reconèixer les seves necessitats bàsiques abans d'abordar les necessitats més elevades. Volia saber què era la salut mental positiva. La psicologia humanista va donar lloc a diverses teràpies diferents, totes guiades per la idea que les persones posseeixen els recursos interns per al creixement i la curació i que el punt de la teràpia és ajudar a eliminar els obstacles per aconseguir-los. La més famosa d'elles va ser la «teràpia centrada en el client» desenvolupada per Carl Rogers.
Els principis bàsics darrere de la psicologia humanista són simples:
1. El funcionament actual d'algú és el seu aspecte més significatiu. Com a resultat, els humanistes emfatitzen l'ara i aquí en lloc d'examinar el passat o intentar predir el futur.
2. Per tenir salut mental, els individus han d'assumir la responsabilitat personal de les seves accions, independentment de si les accions són positives o negatives.
3. Cada persona, simplement per ser, és digna per si mateixa. Tot i que qualsevol acció pot ser negativa, aquestes accions no anul·len el valor d'una persona.
4. L'objectiu final de viure és assolir el creixement i la comprensió personals. Només a través de la millora i de la comprensió de si mateix una persona pot ser realment feliç.[6]

La teoria de la psicologia humanista s'adapta a les persones que veuen el costat positiu de la humanitat i creuen en el lliure albir. Aquesta teoria contrasta clarament amb la teoria del determinisme biològic de Freud. Una altra fortalesa significativa és que la teoria de la psicologia humanista és compatible amb altres escoles de pensament. La jerarquia de Maslow també és aplicable a altres temes, com ara les finances, l'economia o fins i tot la història o la criminologia. La psicologia humanista, també dita "psicologia positiva", és criticada per la seva manca de validació empírica i, per tant, per la seva falta d'utilitat en el tractament de problemes específics. També pot no ajudar ni diagnosticar persones que tenen trastorns mentals greus. El psicòleg humanista creu que cada persona té un fort desig de realitzar tot el seu potencial i assolir un nivell d'"auto-realització". El punt principal d'aquest nou moviment, que va assolir el seu punt àlgid als anys seixanta del segle xx, va ser posar èmfasi en el potencial positiu dels éssers humans.
Per demostrar que els humans no reaccionen cegament a les diferents situacions, Maslow va estudiar individus sans mentalment en lloc de persones amb problemes psicològics greus. Es va centrar en la realització de les persones. Les persones autorealitzades indiquen una "síndrome de personalitat coherent" i representen una salut i un funcionament psicològics òptims.
Així va teoritzar que una persona gaudeix d'experiències pic (peak experiences), moments àlgids de la vida en que l'individu està en harmonia amb ell mateix i el seu entorn. Segons Maslow, les persones autorealitzades poden tenir moltes experiències màximes al llarg d'un dia, mentre que altres les tenen amb menys freqüència. Creia que les drogues psicodèliques com el LSD i la psilocibina poden produir experiències màximes en les persones adequades en les circumstàncies adequades.

### Jerarquia de necessitats

Interpretació de la jerarquia de necessitats de Maslow, representada com una piràmide amb les necessitats bàsiques a la base

Maslow va idear una ajuda visual per explicar la seva teoria, que va anomenar «jerarquia de necessitats», consistent en una piràmide que conté les necessitats humanes, psicològiques i físiques. Pujant esglaó a esglaó per la piràmide, s'arriba a l'autorealització. A la base de la piràmide es troben les «necessitats bàsiques» o «necessitats fisiològiques», que inclouen l'alimentació (menjar i beure), la respiració, l'eliminació (orinar, defecar, suar, etc.), el descans i el somni i, en general, el manteniment involuntari i instintiu de les funcions corporals que fan possible la vida. El següent nivell és el de les «necessitats de seguretat i protecció»: seguretat, ordre i estabilitat. Aquests dos primers graons són importants per a la supervivència de la persona. Una vegada que els individus tenen satisfeta la seva nutrició, recer i seguretat vital, tracten de satisfer altres necessitats. El tercer nivell és el de «necessitat de amor i pertinença», compost per necessitats psicològiques; quan els éssers humans han tingut cura de si mateixos físicament, estan a punt per compartir-se amb altres. El quart nivell s'assoleix quan els individus se senten còmodes amb allò que han aconseguit; aquest és el nivell de «necessitat d'estima», que inclou l'èxit i l'estatus, fonamentalment en la percepció pròpia (autoestima), encara que també en la percepció que els altres li transmeten. El cim de la piràmide és la «necessitat d'autorealització», i se supera quan s'arriba a un estat d'harmonia i enteniment.
Maslow va basar el seu estudi en les diverses idees d'altres psicòlegs, en Albert Einstein i en persones que coneixia que clarament complien amb l'estàndard d'autorealització. Va usar els escrits i realitzacions d'Einstein per exemplificar les característiques de la persona autorealitzada. Va trobar que tots els individus que va estudiar presentaven trets de personalitat similars. Tots estaven «centrats en la realitat», capaços de diferenciar el que era fraudulent del que era genuí. També estaven «centrats en els problemes», en el sentit que tractaven les dificultats de la vida com problemes que requerien solució. Aquests individus també estaven còmodes quan estaven sols i tenien relacions personals saludables. Només tenien uns pocs familiars i amics propers, més que un gran nombre de relacions superficials. Una figura històrica que va resultar útil a Maslow en el seu camí cap a l'enteniment de l'autorealització va ser Lao Tse, el «pare del taoisme». Un principi del taoisme consisteix que les persones no obtenen significat personal ni plaer buscant possessions materials.

Quan Maslow va introduir aquestes idees, alguns no estaven preparats per a entendre-les; altres el van titllar d'acientífic. Algunes vegades considerat com en desacord amb Freud i la seva teoria psicoanalítica, Maslow realment va posicionar el seu treball com un complement vital al de Freud. En el seu llibre Toward a Psychology of Being  (1968), afirmava: 
| « | És com si Freud ens proporcionés la meitat malalta de la psicologia i ara hauríem d'omplir-la amb la meitat sana. | » |

Tanmateix, Maslow va ser molt crític amb Freud, ja que els psicòlegs humanistes no reconeixien l'espiritualitat com una navegació per als nostres comportaments. Maslow troba dues facetes de la naturalesa humana, la sana i la malalta, de manera que considera que hi hauria d'haver dues cares en la psicologia.
Conseqüentment, argumentava Maslow, la forma en què les necessitats essencials són satisfetes és tan important com les necessitats en si mateixes. Junts, aquests dos elements defineixen l'experiència humana. En la mesura en què una persona satisfà el seu impuls de cooperació social, estableix relacions significatives amb altres persones i amplia el seu món. En altres paraules, estableix connexions significatives amb una realitat externa -un component essencial de l'autorrealizació-. En canvi, en la mesura que les necessitats vitals troben egoisme i satisfacció del desig de competència, la persona adquireix emocions hostils i limita les seves relacions amb la realitat externa i la seva consciència roman internament limitada.
Ruth Benedict i Max Wertheimer van ser models de l'autorealització per Maslow. A partir d'ells va generalitzar que, entre altres característiques, les persones autorealitzades tendeixen a enfocar els seus problemes fora de si mateixes; tenen un sentit clar del que és veritat i del que és fals; són espontanis i creatius; i no estan massa aferrats a les convencions socials.

### Experiències pic i d'altiplà
Més enllà de la rutina de la satisfacció de les necessitats, Maslow va preveure experiències extraordinàries, anomenades «experiències pic», que constitueixen moments de profund amor, enteniment, felicitat, o embadaliment, durant els quals la persona se sent més completa, viva, autosuficient, i fins i tot com la pròpia continuació del món, més conscient de la veritat, la justícia, la harmonia, la bondat, i aquest tipus de sentiments. Les persones autorealitzades tenen moltes experiències d'aquest tipus.
Maslow va utilitzar el terme «metamotivació» per descriure a les persones autorealitzades que actuen impulsades per forces innates que estan més enllà de les seves necessitats bàsiques, de tal manera que poden explorar i aconseguir el seu complet potencial humà.
En escrits posteriors, Maslow es va traslladar a un model més inclusiu que permetia, a més de les experiències pic intenses, períodes més llargs de serena cognició de l'ésser que ell va anomenar experiències d'altiplà. Va prendre aquest terme al científic i practicant de ioga indi U. A. Asrani. Maslow va afirmar que el pas del pic a l'experiència d'altiplà està relacionat amb el procés d'envelliment natural, en què una persona té un canvi en els valors de la vida sobre allò que és realment important a la vida i allò que no és important.
Maslow no va poder dur a terme un estudi exhaustiu d'aquest fenomen a causa de problemes de salut que va patir cap al final de la seva vida, i va ser Sostrom qui els va acabar.

## Obra
Llista de les publicacions realitzades per Abraham Maslow
- La personalitat creadora (1971)
- Una teoria sobre la motivació humana (1943)
- Motivació i personalitat (1954)
- L'home autorrealitzat: Cap a una psicologia de l'Ésser (1962)
- Religions, Values, and Peak Experiences (1964)
- El Management Segons Maslow: Una Visió Humanista per a l'Empresa d'Avui (1965)
- La personalitat creadora (1971)
- The Psychology of Science: A Reconnaissance (1966)
- New Knowledge in Human Values (1959)
- L'amplitud potencial de la naturalesa humana (1971)

## Llegat
Més endavant, Maslow es va preocupar per qüestions com ara: "Per què no s'autoritzen més persones si les seves necessitats bàsiques estan satisfetes?"
Com podem entendre humanísticament el problema del mal?"
La primavera de 1961, Maslow i Tony Sutich van fundar el 'Journal of Humanistic Psychology', amb Miles Vich com a editor fins a 1971.
La revista va editar el seu primer número a principis de l'any i segueix publicant articles acadèmics.
Maslow va assistir a la reunió de fundació de l'Associació per a la Psicologia Humanista el 1963, on va declinar el nomenament com el seu president, argumentant que la nova organització hauria de desenvolupar un moviment intel·lectual sense un líder, cosa que va resultar en una estratègia útil durant els primers anys del camp.
El 1967, Maslow va ser nomenat Humanista de l'Any per l'Associació Humanista Americana.